# Batterieverordnung
Die deutsche Batterieverordnung (BattV) war bis 2009 geltend und sollte den Eintrag von Schadstoffen in Abfällen durch Batterien verringern, indem sie untersagte, dass bestimmte schadstoffhaltige Batterien in den Verkehr gebracht wurden, sowie Rücknahmepflichten statuierte.
Weiterhin gab sie vor, dass gebrauchte Batterien zurückgenommen und entsprechend den Vorschriften des Kreislaufwirtschaftsgesetzes ordnungsgemäß und schadlos verwertet oder nicht verwertbare Batterien gemeinwohlverträglich beseitigt wurden, und dass Batterien mehrfach verwendbar und technisch langlebig hergestellt werden sollten.
Für Vertreiber von Starterbatterien legte § 6 BattV zudem fest, dass diese ein Pfand in Höhe von 7,50 Euro inklusive Umsatzsteuer erheben mussten, wenn beim Kauf keine Altbatterie zurückgegeben wurde.
Mit der Batterieverordnung wurden die Richtlinie 91/157/EWG des Rates vom 18. März 1991 über gefährliche Stoffe enthaltende Batterien und Akkumulatoren und die Richtlinie 93/86/EWG der Kommission vom 4. Oktober 1993 zur Anpassung der Richtlinie 91/157/EWG des Rates über gefährliche Stoffe enthaltende Batterien und Akkumulatoren an den technischen Fortschritt in deutsches Recht umgesetzt.
Im Januar 2009 erarbeitete die Bundesregierung ein Gesetz zur Neuregelung der abfallrechtlichen Produktverantwortung für Batterien und Akkumulatoren, das am 30. Juni 2009 verkündet wurde (BGBl. I S. 1582). Dieses Gesetz dient der Umsetzung der Richtlinie 2006/66/EG des Europäischen Parlaments und des Rates vom 6. September 2006 über Batterien und Akkumulatoren sowie Altbatterien und Altakkumulatoren und zur Aufhebung der Richtlinie 91/157/EWG, die durch die Richtlinie 2008/12/EG des Europäischen Parlaments und des Rates vom 11. März 2008 geändert worden ist. Das darin als Artikel 1 enthaltene Gesetz über das Inverkehrbringen, die Rücknahme und die umweltverträgliche Entsorgung von Batterien und Akkumulatoren (Batteriegesetz – BattG), löste die Batterieverordnung zum 1. Dezember 2009 ab.